# لندرزویل (آلاباما)
لندرزویل (به انگلیسی: Landersville) یک منطقهٔ مسکونی در ایالات متحده آمریکا است که در شهرستان لارنس، آلاباما واقع شده‌است. لندرزویل ۱۹۸٫۱۲ متر بالاتر از سطح دریا قرار دارد.